# رودیتسه (ناحیه اوهرسکه هرادیشتی)
رودیتسه (به چکی: Rudice) یک منطقهٔ مسکونی در جمهوری چک است که در ناحیه اوهرسکه هرادیشتی واقع شده‌است. رودیتسه ۷٫۶۷ کیلومتر مربع مساحت و ۴۵۹ نفر جمعیت دارد و ۲۹۶ متر بالاتر از سطح دریا واقع شده‌است.